# Clambus complisans
Clambus complisans là một loài bọ cánh cứng trong họ Clambidae. Loài này được Wollaston miêu tả khoa học đầu tiên năm 1864.